# 和葉みれい
和葉 みれい（かずは みれい、1990年3月20日 - ）は、日本のAV女優。AV女優になる前は藤白まき等の芸名で着エロモデルとして活動していた。

## 略歴
神奈川県出身。2010年からAV女優として活動。一躍人気女優となり多数の作品に出演するが、2011年5月いっぱいをもって引退する旨を当時の公式ブログにて発表する。

## 人物
- 趣味:写真、読書、歌。
- 好きな花:スズラン、マーガレット、かすみ草、あじさい、桜。
- 好きな動物:猫。
- 好きな色:白、水色。
- 「周りからは、落ち着いていておっとりしている。とよく言われる」（公式ブログ[要文献特定詳細情報]より）。

## 出演作品

### アダルトDVD
2010年
- あの有名お騒がせアイドルが解禁! 初本番初3P初ごっくん（1月19日、ジェントルマン）
- 贅沢な妄想 こんな効果があったとは!? 夢を叶える男の逸品集（1月21日、SODクリエイト）
- 裏・手コキクリニック～完全版～性交クリニックファン感謝祭 2（1月21日、SODクリエイト）
- 今までIVしか出演しなかったアイドル和葉みれいが衝撃オ○ンコ貫通（1月23日、サムシング）
- 清純アイドル肉壷扱い 06（1月24日、ラマ）
- 衝撃、現役人気アイドルドマゾ願望ありすぎるヒミツの性癖！ ファンと中出しドクドク編（1月25日、おやじprivate）
- ベロ奉仕カス舐め屋さん 貴方の体にたまったカスを全てお舐めいたします。（2月1日、エッジ）
- 密室で女子校生にされた性的お仕置き（2月4日、SODクリエイト）
- 「みるみる病院が好きになる! 夜勤看護師が思わずチ○ポを握りたくなる21時からのテクニック」 VOL.3（2月4日、DANDY）
- 超美少女 身長170cm!!あの着エロアイドルF・MがAVデビュー!!本番完了（2月13日、カルマ）
- SOD女子社員 突撃現場レポート!! 2月号（2月18日、SODクリエイト）
- 催眠 赤 DX 28 ドキュメント編（2月19日、アウダースジャパン）
- 催眠 赤 DX 28 スーパーmc編（2月19日、アウダースジャパン）
- 催眠 赤 DX 28 スーパーコンプリート編（2月19日、アウダースジャパン）
- ザ・カメラテスト 73 お汁がこんなに伸びてるよ ごめんなさい、カラダが勝手に…（2月28日（レンタル）/2011年2月25日（セル）、アテナ映像）
- 可愛い店員ナンパ!! 3 営業中カラオケボックス店のイケてるアルバイト娘を絶妙セクハラ注文で濡らし釣り!!（3月10日、ホットエンターテイメント）
- かずは（3月13日、無垢）
- 絶対領域 2nd impact volume17（3月15日、ケー・トライブ）
- ジュルベチョ! 唾液でふやけちゃう 本物アイドルの過剰な全身舐め奉仕!（3月19日、ジェントルマン）
- 麗しのパンティストッキング（3月19日、OFFICE K'S）
- 「あなた見ないで…」旦那の前で抱かれる人妻。借金返済の為に… 04（3月22日、光夜蝶）
- 着エロモデルに中出し（3月25日、隼エージェンシー）
- 男の潮吹きまでしてくれるエステサロン 3（4月1日、エッジ）
- プチ流出 元アイドル藤○まき素人調教流出ビデオ（4月5日、NON）
- 援校 転校生（4月9日、Up'S）
- 電マをブチこんでイキまくるJK ぬるまんオナニー!!スペシャル 12（4月16日、PINK DOLL）
- ガンキ少女 デカ尻で窒息するボクと 快楽をむさぼるカノジョ（4月19日、ジェントルマン）
- 髪コキ（4月22日、稀有）
- 「秘湯 子宝の湯」が実在した。 子供に恵まれない勃起不全の夫が妻を通わせる会員制エステでは若いマッサージ師が妻を妊娠させる膣内射精サービスが行われていた。（4月22日、SODクリエイト）
- 放課後ソープランド（4月22日、AKNR）
- 僕だけのイイナリアイドル（4月25日、kawaii*）
- code I（愛）型 あまえんぼマシーン（5月1日、ワンズファクトリー）
- 美脚黒パンストの足コキ発射（5月1日、ワンズファクトリー）オムニバス作品
- 女子高生にちんぐりされてアナルなめ手コキ（5月1日、OFFICE K'S）
- 地獄突き（5月5日、NON）
- 日常生活の中でのオマ●コいじり 4時間（5月5日、NON）
- スゴ〜く! 制服の似合う素敵な娘（5月7日、オーロラプロジェクト）
- 元藤軍団藤○まきが大量ザーメンを笑顔でゴックンしちゃいます。（5月13日、AKNR）
- 性奴隷にされたオフィスレディ（5月13日、マルクス兄弟）
- かずは 2（5月13日、無垢）
- 挿れっぱなし（5月15日、ワープエンタテインメント）
- ソルトシャワー 熟若女のおしっこみせて Vol.7（5月19日、ゲロニア）
- 見つめてフェラチオしてあげる。 VOL.3（5月21日、OFFICE K'S）
- 貴方に語りかけるオナニー（5月21日、OFFICE K'S）
- 和葉みれいといく! 混浴露天バスツアー（5月28日、EROTICA）
- マゾ尻いじめ（6月1日、MOODYZ）
- 拝啓、お兄ちゃん。（6月1日、ワンズファクトリー）
- 学校では見せない桃尻美少女の本性（6月7日、オーロラ・プロジェクト）
- 排泄DEBUT!!（6月10日、SODクリエイト）
- 肉欲中出しマンション 隣の若妻を孕ませたい!（6月10日、ヒビノ）
- 究極の妄想発明シリーズ第19弾 時間が止まる腕時計 パート5（6月10日、ROCKET）
- 僕だけの宅配メイド7号（6月15日、ケー・トライブ）
- M・ザーメン・トランス（6月15日、ワープエンタテインメント）
- 漏らしてもいいけど、絶対イッちゃダメ!!（6月15日、ワープエンタテインメント）
- ディルドオナニーずぼずぼ女子校生 5（6月18日、PINK DOLL）
- 生徒も先生も女だらけ! ハーレム状態のヌードデッサン教室があった!（6月19日、もっこりテレビ）
- 素人OLナンパ中出し 6（6月20日、ピーターズ）
- 夫の前で男性経験の少ない新妻が涙の全裸デッサンモデルにさせられて…（6月24日、ナチュラルハイ）
- 「私、痴漢で有名な○○線に乗ってみたいんです…」 水城奈緒×和葉みれい×新人モデル×募集人妻の場合（6月24日、ナチュラルハイ）
- 援校女子高生連続アクメ責め（6月25日、I.B.WORKS）
- 鬼畜イラマチオ責めと終わらない陵辱（6月25日、オーロラ・プロジェクト）
- 僕だけの女子校生 1（6月25日、the WoRLd）
- マン屁奴隷 元アイドルを臭痴マン屁調教（7月1日、MOODYZ）
- 妄想淫語で指入れオナニー（7月1日、ワンズファクトリー）
- INSTANT LOVE 21（7月3日（レンタル）/7月9日（セル）、クリスタル映像）
- 家庭教師は着エロアイドル（7月7日、BeFree）
- ナース-1グランプリ2010 こんなナースが欲しかった!アナタが決める1億2000万人の『僕だけの白衣の天使♥』選手権（7月8日、DEEP'S）
- スク水ロリータ拘束立ち電マアクメ（7月9日、I.B.WORKS）
- 美脚×ローライズ短パン×露出デート（7月13日、マルクス兄弟）
- つぼみ&みれい 輪姦女子校生（7月13日、オーロラ・プロジェクト）
- いもうとLOVE 8（7月15日、ケー・トライブ）
- 20センチ少年（7月15日、NON）
- 痴漢バス 女子高生（7月23日、TMA）
- ズボ入れマジイキ バイブオナニー 3（8月1日、ワンズファクトリー）
- グローブ手コキ（8月1日、Fetishist）
- 実録 芸能モデル 素人強制中出し面接（8月7日、桃太郎映像出版）
- ロリータアンダースコート（8月13日、TMA）
- 名門女学生の裸肉 3 投稿ドキュメント 〜みれい〜（8月15日、テイクワン）
- 乳首オナニー 3（8月20日、OFFICE K'S）
- 火曜日は全裸登校日 5（8月24日、AKNR）
- こだわりの手こき4時間SP 16（8月25日、隼エージェンシー）
- フェラコレ 特別編 3 4時間まるごとWフェラ（8月25日、隼エージェンシー）
- 淫らなドM女が欲しがるデカチン男の爆射ザーメン（8月25日、マドンナ）
- す・べ・て 人気アイドルから肉便器への軌跡（8月25日、おやじPrivate）
- ツインテール妹フェラ（8月27日、I.B.WORKS）
- 馬乗り ディルドーオナニー（9月1日、ワンズファクトリー）
- ミニスカ美脚ふぇちSEX（9月1日、ワンズファクトリー）
- ピタパンOL 立ち電マ責め（9月1日、Fetishist）
- 社長秘書みれいのHなお仕事（9月13日、隼エージェンシー）
- ソノ気二サセタラ、犯ラセテアゲル 撮り下ろし・4時間（9月15日、NON）
- 女子校生のおもらしオナニー Vol.2（9月17日、OFFICE K'S）
- 触手アクメ 10（9月23日、SODクリエイト）
- 中出しニーソックス女子校生（9月24日、TMA）
- 姪っ子にお風呂で悪戯（9月24日、I.B.WORKS）
- フェラコレ 女子校生編 3（9月25日、隼エージェンシー）
- それでも貴方に愛されたいから… 〜義父の変態性癖に蹂躙された若妻〜（9月25日、マドンナ）
- 働く女の黒ストッキング足コキ（10月1日、Fetishist）
- 中出しロリータ縞パンニーソックス（10月8日、TMA）
- 宅配レンタル 評判の売れっ子女優、好きにしていいのよ（10月9日（レンタル）/11月5日（セル）、クリスタル映像）
- 初めて見るセンズリに興奮しちゃった女子校生 2（10月15日、OFFICE K'S）
- チ●ポがふやけるほどシャブるフェラチオ 4時間（10月15日、NON）
- いいなりレンタル妻 4（10月21日、グローリークエスト）
- フェラコレ2010秋SP（10月25日、隼エージェンシー）
- ロリータ貧乳乳もみインタビュー（11月1日、Fetishist）
- 風俗店じゃない普通の足踏みマッサージ店に在籍している現役女子校生に交渉してSEXまでこぎつけた禁断の盗撮映像（11月5日、CAT'S EYE）
- 格闘娘しか見たくない! 4時間（11月12日、TMA）
- 天空の女神戦士 セーラーディオーネ（11月12日、GIGA）
- 私立ニーハイ凌辱学園（11月19日、イエロー）
- AV女優養成所（11月19日、ROOKIE）
- 恥ずかしい体勢で手コキされちゃったM男（11月19日、OFFICE K'S）
- こだわりの手コキ 4時間SP 38人のハンドメイド 17（11月25日、隼エージェンシー）
- ヤラず嫌い女王決定戦（12月9日、ATOM）
- 寝犯 寝てる女を触りまくり、舐めまくり、イカセまくり、シャぶらせまくり…（12月12日、グローリークエスト）
- ぼくらのみれい4時間（12月15日、ケー・トライブ）※総集編
- 脱出不可能イラマチオ（12月15日、NON）
- 妹の爆尻は一見にしかず（12月17日、チェリーズ）
- 少女愛好家による趣味的ハメ撮り映像4時間 2（12月24日、I.B.WORKS）
- エロ舐め美少女 全身舐めで発射（イカ）されちゃった僕。 2（12月25日、アロマ企画）

2011年
- 顔面騎乗で発射（イカ）されちゃった僕。その2（1月13日、アロマ企画）
- ポニーテールと桃尻（1月20日、スターパラダイス）
- ズボズボ!指入れオナニー 7（1月21日、OFFICE K'S）
- 寸止めSEXで玩具にされちゃった僕。（1月25日、アロマ企画）
- フェラコレ2011冬SP（1月25日、隼エージェンシー）
- ムラムラ 日常で感じるヤバイ視線 和葉みれい ver.（2月1日、ムラムラ）
- エロ美少女に丁寧語で責められてみませんか（2月13日、アロマ企画）
- 可愛い娘に踏みにじられる 優等女学生のオヤジいじり（2月25日（レンタル）/3月25日（セル）、ながえSTYLE）
- 許して、あなた… 罠にはめられた若妻たち（3月19日、ヒビノ）
- 手を使わないフェラチオ 7（4月1日、OFFICE K'S）
- クセになっちゃう指ピストンオナニー（4月13日、マルクス兄弟）
- 寿退社を祝われて…（5月5日、タカラ映像）
- Hなファーストフード店 M字にナルド（5月19日、V&Rプロダクツ）
- 爆音フェラ 2（5月20日、OFFICE K'S）
- 着エロ嬢、キャバクラ嬢、クラブ嬢を好き放題犯りまくる（5月25日、隼エージェンシー）
- 働くオンナ獲り 〜パンツスーツの桃尻OLをハメ廻せ!!〜 vol.5（6月1日、プレステージ）
- 顔面拘束フェラ（6月17日、AFRO FILM）
- 素人四畳半生中出し 人妻 真麻 24歳　容姿端麗、突く度に体を捻る悶絶妻（6月30日、プラム）※「真麻」名義
- 突然パンチラで挑発されてこっそりシゴいちゃった僕。 その5（7月25日、アロマ企画）
- 生意気!!かわいい!!エロ!! 女子校生（7月25日、隼エージェンシー）
- 超美脚モデル限定のタイトスカートサロン 完璧な脚組みかえと至近距離パンチラのお店（8月13日、アロマ企画）
- 全身の毛が逆立つ快感! 凄指技の睾丸回春エステシャン その3（9月13日、アロマ企画）
- 女子校生の太股とパンチラ 7（9月25日、アロマ企画）
- ネバネバ唾液のドロドロレズ接吻コレクション 2（9月25日、アロマ企画）
- 自画撮り 本物のオナニー（10月13日、アロマ企画）

### ピンク映画
- 痴漢電車 とろける夢タッチ（2010年12月31日公開、オーピー映画）